# Dynamo (productora)
Dynamo Producciones es una casa productora Colombiana con presencia física y operativa en Bogotá, México, Nueva York y Madrid. Ha participado en la producción de más de 56 proyectos audiovisuales.

## Historia
Fundada en 2006, su foco es el desarrollo y la producción de contenido premium para los grandes líderes en la industria, como lo son Netflix, Amazon, Apple y Movistar entre otros.
También ofrecen servicios de producción a productores extranjeros que deseen filmar en Colombia haciendo uso de beneficios tributarios como la Ley de Descuento (Rebate Law). Han sido los productores de proyectos como Narcos (Netflix), El Chapo (Netflix/Univision) y “Los 33” con Antonio Banderas, "American Made” con Tom Cruise, “Mile 22” con Mark Wahlberg y “Gemini Man” con Will Smith.
El 25 de octubre de 2018, durante la gala Emprendedor Endeavor del Año; Andrés Calderón, Diego Ramírez y Cristian Conti, los fundadores de Dynamo, fueron seleccionados como los Emprendedores Endeavor del año.
El 25 de noviembre de 2019, en la ceremonia de la 47.ª edición de los Premios Emmy Internacional que se llevó a cabo en Nueva York, la serie producida por Dynamo y Spiral International Falco fue galardonada en la categoría Mejor Programa Extranjero en el prime time.

## Filmografía
La filmografía de Dynamo se componen de servicios de producción y producciones propias: 
| Servicios de Producción  | Servicios de Producción                  | Servicios de Producción | Servicios de Producción | Servicios de Producción                             | Servicios de Producción | Servicios de Producción                                                               |
| Fecha de Lanzamiento     | Nombre                                   | Tipo                    | Director | Elenco                                              | No de Temporadas        | No de Capítulos                                                                       |
| ------------------------ | ---------------------------------------- | ----------------------- | --- | --------------------------------------------------- | ----------------------- | ------------------------------------------------------------------------------------- |
| 6 de abril de 2010       | Karabudjan                               | Serie                   | Koldo Serra Felipe Martínez Amador                                                                                                  | Hugo Silva Marta Nieto Carolina Gómez               | 1                       | 6                                                                                     |
| 4 de noviembre de 2012   | Encarcelada. La Historia de Sandra Chase | TV Movie                | Leon Ichaso | Barbara Hershey Rachael Leigh Cook Vincent Irizarry | NA                      | NA                                                                                    |
| 27 de enero de 2014      | El corazón del océano                    | Serie                   | Pablo Barrera Guillermo Fernández Groizard                                                                                          | Hugo Silva Ingrid Rubio Clara Lago                  |                         |                                                                                       |
| 22 de enero de 2015      | Los 33                                   | Película                | Patricia Riggen | Antonio Banderas Rodrigo Santoro Juliette Binoche   | NA                      | NA                                                                                    |
| 11 de octubre de 2015    | The Boy                                  | Película                | Craig William Macneill | David Morse Jared Breeze Rainn Wilson               | NA                      | NA                                                                                    |
| 20 de octubre de 2015    | Narcos                                   | Serie                   | Andrés Baiz, Josef Kubota Wladyka, Fernando Coimbra, Gerardo Naranjo, Guillermo Navarro, José Padilha Gabriel Ripstein              | Pedro Pascal Wagner Moura Boyd Holbrook             | 3                       | 10 por temporada                                                                      |
| 25 de diciembre de 2015  | Palmeras en la nieve                     | Película                | Fernando González Molina | Mario Casas Adriana Ugarte Macarena García          | NA                      | NA                                                                                    |
| 1 de septiembre de 2017  | American Made                            | Película                | Doug Liman | Tom Cruise Domhnall Gleeson Sarah Wright            | NA                      | NA                                                                                    |
| 23 de abril de 2017      | El Chapo                                 | Serie                   | Ernesto Contreras, Hammudi Al-Rahmoun Font, Carlos Moreno Daniel Vega Vidal, Diego Vega Vidal, Carlos Rincones José Manuel Cravioto | Marco de la O Humberto Busto Diego Vásquez          | 3                       | 1.ª Temporada - 9 Episodios 2.ª Temporada - 12 episodios 3.ª Temporada - 13 Episodios |
| 3 de octubre de 2017     | Sniper: Ultimate Kill                    | Película                | Claudio Fäh | Chad Michael Collins Danay Garcia Billy Zane        | NA                      | NA                                                                                    |
| 9 de marzo de 2018       | Loving Pablo                             | Película                | Fernando León de Aranoa | Javier Bardem Penélope Cruz Peter Sarsgaard         | NA                      | NA                                                                                    |
| 28 de septiembre de 2018 | Mile 22                                  | Película                | Peter Berg | Mark Wahlberg Lauren Cohan Iko Uwais                | NA                      | NA                                                                                    |
| 13 de marzo de 2019      | Triple Frontier                          | Película                | J.C. Chandor | Ben Affleck Oscar Isaac Charlie Hunnam              | NA                      | NA                                                                                    |
| 11 de octubre de 2019    | Gemini Man                               | Película                | Ang Lee | Will Smith Mary Elizabeth Winstead Clive Owen       | NA                      | NA                                                                                    |

| Cine                             | Cine                     | Cine                   | Cine | Cine                                                               | Cine                     |
| Fecha de lanzamiento en Colombia | Nombre                   | Director               | Notas | Escritores                                                         | Espectadores en Colombia |
| -------------------------------- | ------------------------ | ---------------------- | --- | ------------------------------------------------------------------ | ------------------------ |
| 31 de mayo de 2007               | Satanás                  | Andrés Baiz            | Coproducción con Proyecto Tucán y Río Negro Producciones | Andrés Baiz Mario Mendoza (Novela)                                 | 465.502                  |
| 18 de abril de 2008              | Perro come Perro         | Carlos Moreno          | Coproducción con Antorcha Films, Patofeo Films, 64A-Films, Hangar Films y EFE-X Cine | Alonso Torres Carlos Moreno                                        | 295.681                  |
| 20 de agosto de 2008             | La Milagrosa             | Rafael Lara            | Coproducción con Verasur Films y Fractal Films | Rafael Lara Antonio Merlano                                        | 181.000                  |
| 28 de noviembre de 2008          | Nochebuena               | Camila Loboguerrero    | Coproducción con Producciones Nochebuena | Camila Loboguerrero Matias Maldonado                               | 27.037                   |
| 23 de abril de 2010              | Contracorriente          | Javier Fuentes - León  | Coproducción con El Calvo Films, La Cinéfacture y Neue Cameo Film | Javier Fuentes - León                                              | 37.869                   |
| 5 de noviembre de 2010           | Rabia                    | Sebastián Cordero      | Coproducción con Telecinco Cinema y Think Studio | Sergio Bizzio (Novela) Sebastián Cordero                           | 23.594                   |
| NA                               | Los 33 de Atacama        | Antonio Recio Beladiez | Coproducción con Antena 3 Films y Mega Video | J.J. Barrios Jacobo Bergareche Antonio Recio Beladiez              | NA                       |
| NA                               | Una Hora más en Canarias | David Serrano          | Coproducción con Telespan 2000 y Lazona Films | Olga Iglesias David Serrano                                        | NA                       |
| 20 de enero de 2012              | La Cara Oculta           | Andrés Baiz            | Coproducción con Avalon y Cactus Flower | Andrés Baiz Arturo Infante Hatem Khraiche                          | 612.656                  |
| 18 de mayo de 2012               | El Sueño de Iván         | Roberto Santiago       | Coproducción con Tornasol Films y Castafiore Films | Pablo Fernández Vázquez Roberto Santiago                           | 10,901                   |
| 12 de abril de 2013              | Roa                      | Andrés Baiz            | Coproducción con Patagonik Film Group | Andrés Baiz Patricia Castañeda                                     | 160.604                  |
| 2 de mayo de 2014                | El Cielo en tu Mirada    | Pitipol Ybarra         | Coproducción con Sobrevivientes Films | Enrique Chmelnik Rafael Gaytán                                     | 309                      |
| 4 de diciembre de 2014           | El Callejon              | Antonio Trashorras     | Coproducción con Antena 3 Films, Roxbury y Esa Mano Amiga | Antonio Trashorras                                                 | 3.204                    |
| 22 de enero de 2015              | Desde la Oscuridad       | Lluís Quílez           | Coproducción con Apaches Entertainment, Cactus Flower Producciones, Fast Producciones, Imagenation Abu Dhabi FZ, Participant y XYZ Films                                                              | Javier Gullón David Pastor Àlex Pastor                             | 93.480                   |
| 16 de abril de 2015              | El Elefante Desaparecido | Javier Fuentes-León    | Coproducción con El Calvo Films, Cactus Flower Producciones y Tondero Films | Javier Fuentes-León                                                | 5.443                    |
| 7 de mayo de 2015                | La Rectora               | Mateo Stivelberg       | | Juan Carlos Aparicio                                               | 28.169                   |
| 20 de octubre de 2015            | Que viva la música       | Carlos Moreno          | Coproducción con Itaca Films y AG Studios | Alberto Ferreras Carlos Moreno Alonso Torres                       | 61.639                   |
| 26 de noviembre de 2015          | Detective Marañón        | Salomon Simhon         | |                                                                    | 3.829                    |
| 14 de abril de 2016              | Malcriados               | Felipe Martínez Amador | Coproducción con Patagonik Film Group | Patricio Saiz Mariano Vera Adrian Zurita                           | 138.780                  |
| NA                               | 7 años                   | Roger Gual             | Coproducción con Cactus Flower Producciones y Metronome Música de Películas | Jose Cabeza Julia Fontana Cristian Conti Roger Gual                | NA                       |
| 22 de diciembre de 2016          | El Paseo 4               | Juan Camilo Pinzon     | Coproducción con Dago García Producciones | Dago García                                                        | 1.693.873                |
| NA                               | Órbita 9                 | Hatem Khraiche         | Coproducción con Cactus Flower, Mono Films y Telefónica Studios | Hatem Khraiche                                                     | NA                       |
| 19 de octubre de 2017            | Siete Cabezas            | Jaime Osorio Marquez   | Coproducción con Burning Blue y Dead Hamster VFX Studio | Jaime Osorio Marquez                                               | 9.380                    |
| 15 de agosto de 2019             | Monos                    | Alejandro Landes       | Coproducción con Stela Cine, Bord Cadre Films, CounterNarrative Films, El Campo Cine, Film i Väst, Le Pacte, Lemming Film, Mutante Cine, Pando Producciones, Pandora Filmproduktion y Snowglobe Films | Alejandro Landes Alexis Dos Santos                                 | 271.241                  |
| 12 de septiembre de 2019         | Los Fierros              | Pablo González         | | Pablo González Mauricio Leiva-Cock C.S. Prince                     | 14.973                   |
| 7 de noviembre de 2019           | Dedicada a Mi Ex         | Jorge Ulloa            | Coproducción con Touche Films | Julio Pañi Diego Ulloa Jorge Ulloa Nataly Valencia                 | 51.657                   |
| 23 de enero de 2020              | Loco Por Vos             | Felipe Martínez Amador | | Juan Carlos Aparicio Camilo Fonseca Valeria Gómez Mateo Stivelberg | 89.193                   |
| NA                               | Perdida                  | Jorge Michel Grau      | | Anton Goenechea Hatem Khraiche                                     | NA                       |

| Televisión            | Televisión                         | Televisión                                                   | Televisión | Televisión       | Televisión       | Televisión   |
| Fecha de Lanzamiento  | Nombre                             | Director                                                     | Escritores | No de Temporadas | No de Episodios  | Distribuidor |
| --------------------- | ---------------------------------- | ------------------------------------------------------------ | --- | ---------------- | ---------------- | ------------ |
| 22 de julio de 2018   | Falco                              | Ernesto Contreras Julián de Tavira                           | David Figueroa García, Mauricio Leiva-Cock, Fabián Archondo Paulina Barros, Claudia González-Rubio, Benjamín Figueroa García                                                                                    | 1                | 14               | Amazon Prime |
| 18 de octubre de 2018 | Distrito salvaje                   | Carlos Moreno Javier Fuentes-León Andres Beltran             | Cristian Conti (Creador), Mauricio Leiva-Cock, Jenny Ceballos Nicolás Serrano, Esteban Orozco, Fernando Navarro Juanma Romero Gárriz, Javier Fuentes-León y Javier Gullón                                       | 2                | 10 por temporada | Netflix      |
| 22 de marzo de 2019   | Historia de un Crimen: Colosio     | Natalia Beristáin Hiromi Kamata                              | Andrés Burgos, Alejandro Gerber Bicecci, Itzel Lara y Rodrigo Santos | 1                | 8                | Netflix      |
| 3 de mayo de 2019     | Historia de un Crimen: Colmenares  | Juan Felipe Cano Felipe Martínez Amador                      | Pablo González (Creador), C.S. Prince (Creador), Nicolás Serrano Natalia Santa y Anton Goenechea | 1                | 8                | Netflix      |
| 16 de agosto de 2019  | Frontera verde                     | Laura Mora Jacques Toulemonde Vidal Ciro Guerra              | Jenny Ceballos (Creadora), Mauricio Leiva-Cock (Creador) Diego Ramírez Schrempp (Creador), Gibrán Portela, Maria Camila Arias, Camila Brugés, Anton Goenechea, Javier Peñalosa, Natalia Santa y Nicolás Serrano | 1                | 8                | Netflix      |
| 12 de junio de 2020   | Historia de un crimen: La búsqueda | Catalina Aguilar Mastretta Santiago Limón Katina Medina Mora | Fabián Archondo, Silvia Jiménez y Santiago Limón | 1                | 6                | Netflix      |
| 14 de agosto de 2020  | El Robo del Siglo                  | Pablo González C.S. Prince Laura Mora                        | Pablo González (Creador), C.S. Prince (Creador), Natalia Santa, Nicolás Serrano | 1                | 6                | Netflix      |